# Franco Pilone
Franco Pilone, né en 1941, est un pilote automobile de courses de côte et sur circuits turinois (Piémont).

## Biographie
Il débuta la compétition automobile au milieu des années 1960 sur Fiat 500, et disputa des compétitions internationales de montagne dès 1966 (Crans Montana).
De carrure imposante il devint pilote officiel pour Abarth et Osella, et fut aussi un ami personnel de Enzo Osella (dit le Géomètre de Volpiano).
En fin de carrière il fut victime de blessures aux jambes en 1988 sur  Osella PA12 à Borno, et aux cervicales en 1991 à Regosa.

## Palmarès
- Champion d'Europe de la montagne, en  1972, sur Abarth 2000 (Gr. 5+7);

## Victoires notables en Italie
- 1968, 1969, 1971 et 1987: coppa Bruno Carotti (Rieti-Terminillo);
- 1969, 1970 et 1971: coppa del Chianti;
- 1969: Valcamonica (Borno);
- 1969: Trieste-Opicina;
- 1969: Vittorio Veneto-Cansiglio;
- 1969: Alpe del Nevegal;
- 1973: Padaveba;
- 1973: Verzegnis;

## Autre victoire notable
- 1971: Ampus (France).

## Podium hors montagne
- 2e du Tour d'Italie automobile, en 1975 avec Victor sur Porsche SRS.